# Bitter Pill (single)
Bitter Pill is een nummer van de Ierse singer-songwriter Gavin James uit 2015. Het is de derde single van zijn gelijknamige debuutalbum.
"Bitter Pill" is een folkpopnummer dat gaat over een verloren liefde. Het nummer werd een kleine hit in James' thuisland Ierland, waar het de 49e positie bereikte. In Nederland wist het nummer niet door te dringen tot de hitlijsten, terwijl het in Vlaanderen de 4e positie bereikte in de Tipparade.

## Tracklijst
Muziekdownload
1. "Bitter Pill" - 4:00